# Hypena epigaea
Hypena epigaea är en fjärilsart som beskrevs av Swinhoe 1906. Hypena epigaea ingår i släktet Hypena och familjen nattflyn. Inga underarter finns listade i Catalogue of Life.